# ジャック・クレーマー
ジャック・クレーマー（Jack Kramer, 1921年8月1日 - 2009年9月12日）は、アメリカ合衆国・ネバダ州ラスベガス出身の男子テニス選手である。本名はジョン・アルバート・クレーマー(英語:John Albert Keamer)といい、“Jake”（ジェイク）という愛称で親しまれた。第2次世界大戦をまたぐ激動期にアマチュアテニス選手として活動し、現在でいう四大国際大会の男子シングルス部門で3回・男子ダブルス部門で6回・混合ダブルス部門で1回の優勝を挙げる活躍を魅せた。後に1947年にプロテニス選手に転向。
彼はサーブを打って素早くネット際に詰める「サーブ・アンド・ボレー」を貫き、相手のサーブに対するリターンの後も素早くネット際に詰めて攻撃をする「チップ・アンド・チャージ」を仕掛ける程、ネットプレーを好んだ。配球に様々な工夫を凝らし、常に頭を使って相手を支配するスタイルであった自身のテニスについて、彼は著書に「確率」「パーセンテージ」などの語を多用しており、現在では「確率のテニス」の源流を作った第一人者として彼の名が挙がる。
また、選手としてだけに留まらず、彼の活動は多岐に渡る。1968年にテニス界のオープン化処置に関わり、後にプロテニスツアーの興行会長(プロモーター)となって1972年に発足した男子プロテニス協会（通称:ATP）の初代責任者に就任するなど、プロテニスの運営活動で顕著な業績を残しており、テレビ解説者としての活動も幅広い分野を手がけてきたテニス史における重要人物として欠く事の出来ない存在である。

## 来歴

### アマチュア選手時代
ジャック・クレーマーは1921年8月1日、ユニオン・パシフィック鉄道の作業員のひとり息子としてラスベガスに生まれた。ラスベガスは当時もギャンブルの街で、クレーマーも子供の時からトランプゲームなどに親しんだ。彼は父親の勤務先にあった古い運動場で、テニスを含む様々なスポーツに親しみ、最初は草野球に熱中した。彼が本格的にテニスを志したきっかけは、1935年の春に見たポモナ（カリフォルニア州ロサンゼルス郡にある都市）のカウンティ・フェアで、当時世界最強の選手だったエルスワース・バインズのプレーに魅了された時だったという。それからサンタモニカで開かれたジュニア・トーナメントに初出場し、当時「南カリフォルニア・テニス連盟」の会長だったペリー・ジョーンズ（1890年 - 1970年）と出会い、「ロサンゼルス・テニスクラブ」で彼の指導を受け始める。これを契機に、クレーマー一家はラスベガスを去ってロサンゼルスに定住した。このクラブで出会ったジョー・ハント、テッド・シュローダー、ボビー・リッグス、パンチョ・ゴンザレスなどが、後にクレーマーのテニス経歴を通じて重要なライバルとなる。
クレーマーは1938年の全米選手権で4大大会に初出場し、翌1939年に18歳で男子テニス国別対抗戦・デビスカップのアメリカ代表選手に指名された。18歳1ヶ月でのデ杯デビューは、1968年にジョン・アレクサンダーが17歳5ヶ月でオーストラリア代表に選ばれるまで、29年間デビスカップの最年少出場記録であった。 クレーマーは2歳年上のジョー・ハントとともに、1939年9月2日-5日にかけて行われたオーストラリアとの決勝戦で第3試合のダブルス戦に起用された。先にボビー・リッグスとフランク・パーカーがシングルス2試合を取ったが、クレーマーとハントのペアが、当時世界最強のダブルスコンビとして知られたエイドリアン・クイスト＆ジョン・ブロムウィッチ組に 7-5, 2-6, 5-7, 2-6 で敗れた後、流れは一気にオーストラリアに傾き、アメリカはオーストラリアに逆転負けした。 このデビスカップ決勝は、第2次世界大戦開戦のただ中で行われた。（第2次世界大戦の勃発は、ヒトラーがポーランド侵攻を開始した9月1日である。）世界大戦勃発により、デビスカップやウィンブルドン選手権は開催中止となったが、全米選手権だけは戦時中も途切れることなく続行された。戦時中のアメリカ男子テニス界では、どの選手も軍務に就きながら全米選手権に出場した。
開戦の翌年、クレーマーは1940年全米選手権で男子ダブルス・混合ダブルスの決勝に初進出した。男子ダブルスでは親友テッド・シュローダーと組んで初優勝し、ここで最初のタイトルを獲得するが、ドロシー・バンディと組んだ混合ダブルスでは準優勝に終わる。1941年全米選手権ではシュローダーとの男子ダブルスと、サラ・ポールフリー・クックと組んだ混合ダブルスを制し、2部門制覇を達成した。ところが1942年全米選手権の開幕前日に、彼は虫垂炎（盲腸炎）で倒れて出場を断念する。1943年の大会期間中は食中毒に見舞われ、2年連続で病気の不運に見舞われた。1943年全米選手権の男子シングルスは、戦争の激化のため出場選手数が激減し、32名の選手による5回戦制で優勝を争った。クレーマーはここで初の決勝進出を果たすが、少年時代からのライバルの1人だったジョー・ハントに 3-6, 8-6, 8-10, 0-6 で敗れて準優勝に終わった。戦時中のクレーマーはアメリカ軍で沿岸警備員の仕事に就いたため、終戦後の1946年までテニス界に復帰できなかった。ジョー・ハントはアメリカ海軍に入隊し、1945年2月2日に航空事故で死去したため、1943年の全米決勝が2人の最後の対戦になった。
1945年に第2次世界大戦が終結し、デビスカップやウィンブルドン選手権は1946年から開催が再開された。終戦後最初のウィンブルドン選手権で、ジャック・クレーマーは男子シングルス4回戦でヤロスラフ・ドロブニー（当時チェコスロバキア国籍）に 6-2, 15-17, 3-6, 6-3, 3-6 の5セット・マッチで敗れてしまう。彼はこの試合でラケットを握る右手のまめが破れ、試合終了時には手が血まみれになっていた。不本意なシングルス敗戦の後、クレーマーはサンフランシスコ出身のトム・ブラウンと組んで男子ダブルス初優勝を決めた。ブラウンの自伝によれば、ウィンブルドン・ダブルスに臨む前に、コーチのペリー・ジョーンズから「ジャックは経験豊富な選手だから、ダブルスでは彼の言う通りにしなさい」と指示されたという。この後、1946年全米選手権と1947年ウィンブルドン選手権の男子シングルスで、クレーマーはブラウンと2度決勝対決を行い、2度ともストレート勝ちを収めた。当時「フリスコ（サンフランシスコ）の殻ざお」（The Frisco Flailer）というニックネームで呼ばれたブラウンは、クレーマーの観点では“対等なライバル”とは思えなかったという。1947年のウィンブルドンでは、男子シングルスの7試合を通じて総計「37ゲーム」しか落とさず、ブラウンとの決勝戦はわずか45分で決着をつけた。男子ダブルスではボブ・ファルケンバーグと組んで優勝し、こうしてウィンブルドンの単複2冠を獲得した。そして、彼のアマチュア最後の舞台となった1947年全米選手権を迎える。2年連続3度目の男子シングルス決勝戦で、クレーマーはフランク・パーカーに 4-6, 2-6, 6-1, 6-0, 6-3 の逆転勝利を収めた。男子ダブルスではテッド・シュローダーと組み、このペアで6年ぶり3度目の全米男子ダブルス優勝を果たしている。最大の親友シュローダーとは、デビスカップでも息の合ったプレーを展開した。この全米選手権を最後に、ジャック・クレーマーはプロテニス選手契約書にサインする。彼は全豪選手権と全仏選手権には1度も出場しなかった。

### プロテニスツアー
1947年12月27日、ニューヨーク市内のマディソン・スクエア・ガーデンに1万5千114人の大観衆を集めて、ジャック・クレーマーはボビー・リッグスとプロテニスツアーのデビュー戦を戦った。ここから始まったクレーマーとリッグスのセットによるツアーで、クレーマーはプロの先輩選手リッグスに「69勝20敗」の戦績を収める。当時のプロテニスツアーは、トーナメント大会に加えて、現在とは大きく異なる「エキシビジョンツアー」があった。主要な選手の組み合わせを設け（この場合は「クレーマー対リッグス」のセット）各地を回って興行試合をこなし、そのツアーにおける通算勝敗数をまとめる方式である。クレーマーはプロ転向後、ウィンブルドン選手権や全米選手権など、当時はアマチュア選手によって争われていたグランドスラム大会で成功したトップ選手たちを、この「プロテニスツアー」にスカウトし始めた。こうしてパンチョ・ゴンザレスをはじめ、パンチョ・セグラ、フランク・セッジマン、ケン・マグレガー、トニー・トラバート、ケン・ローズウォール、ルー・ホードなどの大物選手たちが次々とプロ選手に転向する。ただし、幼なじみの親友であったテッド・シュローダーはクレーマーの説得を断り続け、生涯アマチュアを貫いた。クレーマーがプロテニスの興行向きではないと判断したため、スカウトされなかった選手もいる。
こうしてプロテニス選手に転向すると、もはやアマチュア選手のトーナメントに出場できなくなり、戦いの場が「全米プロテニス選手権」（U.S. Pro Championships）「ウェンブリー選手権」（Wembley Championship: イギリス・ロンドン開催の室内大会）「全仏プロテニス選手権」（French Pro Championships）などのプロトーナメントに移っていく。テニス界には長い間「アマチュア」と「プロフェッショナル」の2つの領域が存在し、2つの世界は高い垣根に隔てられるようになった。とりわけ1950年代以後、アマチュアの頂点を経てプロに転向する選手が増えた。そうなると、必然的に全豪選手権・全仏選手権・ウィンブルドン選手権・全米選手権の出場選手層が薄くなり、競技レベルが落ちて、トーナメントの威信も下降する。クレーマーはプロテニスツアーの運営者として、この厳しい時期を乗り切らねばならなかった。
クレーマーは1952年からプロテニスツアーの会長に就任し、文字通り「プロテニス界のボス」の座についた。彼は1954年に背中の故障のため選手活動から引退し、以後はプロツアーの運営活動に専念したが、その間プロテニス界の“皇帝”として君臨する。1949年にプロ転向したパンチョ・ゴンザレスには「96勝27敗」の通算成績を収め、クレーマーの引退までゴンザレスを全く寄せつけなかった。ただ1人クレーマーと対等に渡り合えた選手が、1953年にプロ入りしたフランク・セッジマンで、彼との通算成績は「54勝41敗」と競った数字を残している。クレーマーの引退後は、ゴンザレスがプロテニス界の花形選手となり、ツアーの観客動員に不可欠な存在となった。この間、クレーマーは1954年にゴンザレス、セッジマン、パンチョ・セグラと一緒に4人の一行で日本を訪れたことがある。テニス記事の編集者であった福田雅之助が1955年のデビスカップ・東洋ゾーン決勝戦（対フィリピン戦）に寄せた評論記事の中に「昨年来日したプロ四大選手」という表現が見られ、この中にクレーマーの名前が含まれている。彼は1960年にプロツアーの興行活動から撤退し、1962年に自らの名前を冠した会員制テニスクラブ「ジャック・クレーマー・クラブ」をカリフォルニア州ロサンゼルス郡ローリングヒルズ・エステーツの地に設立した。
時の経過とともにプロテニス選手の層が厚くなり、アマチュア選手によるグランドスラム大会の競技レベル低下が進んでいった。アマチュアの才能をプロテニス界にスカウトしてきた興行主のクレーマーに、非難の声が集まってゆく。彼が1958年にウィンブルドン選手権の会場を訪れた際には、イギリスの新聞「デーリー・スケッチ」に「クレーマーよ、我らの子供たちから離れよ!!　若き才能の育成はお前（プロテニス）のためではない」という見出しの酷評が出た。ウィンブルドンを頂点とするアマチュアテニス界にとって、プロテニス界の代表者クレーマーは「不倶戴天の敵」とみなされたのである。ようやく1968年になって、グランドスラム大会にプロ選手の出場を解禁する「オープン化措置」が実施されることになった。こうして1968年「全仏オープン」をきっかけに、テニス界の「オープン化時代」が幕を開ける。クレーマーはオープン化時代が始まった年の1968年に国際テニス殿堂入りした。

### ATPツアー
1968年の初頭に、新たなプロテニス組織として「ワールド・チャンピオンシップ・テニス」（World Championship Tennis, 略称WCT）が発足した。WCTの運営者（プロモーター）はラマー・ハントで、8名のプロテニス選手たちが最初のWCT契約を締結する。WCTの誕生をきっかけに、テニス界はオープン化の方向へ動き始め、1968年4月22日に最初の「オープン・トーナメント」が開かれた。オープン化制度のもとで開かれた最初のグランドスラム大会が1968年「全仏オープン」であり、ウィンブルドン選手権・全米オープン・全豪オープンの順に、第1回のオープン・グランドスラムが実施される。しかし、最初期のオープンテニスには大きな問題があった。WCTは従来のプロテニスツアー「ナショナル・テニスリーグ」（National Tennis League, 略称NTL）とは別個の組織であるため、選手たちはプロ契約の締結にあたって、NTLのプロモーターを務めるジョージ・マコール（George McCall）か、WCTを率いるラマー・ハントか、いずれかのマネージャーを選択しなければならなかった。この難題を解決するため、ジャック・クレーマーは新しい「グランプリ・シリーズ」を提唱した。グランプリに含まれるトーナメント群の成績をポイントに換算し、上位8名の選手に「グランプリ・マスターズ」への出場資格を与える方式である。第1回「ペプシ・グランプリ・マスターズ」は1970年12月9日-15日にかけて日本の東京で開かれ、スタン・スミスが最初のマスターズ優勝者になった。初期のプロ選手たちを悩ませたプロモーター選択問題も、次第にNTLのマコールが契約選手たちを失い、大部分の選手たちがハントのWCTと契約した時期を経て、WCTがクレーマーの考案した「グランプリ・シリーズ」の傘下に入ってゆくことになる。グランプリ・シリーズとマスターズは、開催地やスポンサーに多くの変更を加えながら1989年まで実施されたが、1990年からATPツアーに一本化され、男子ツアー年間最終戦は「ATPツアー世界選手権」（ATP Tour World Championships）に移行した。（テニス・マスターズ・カップ記事も参照のこと。）
1972年4月、新たな男子プロテニスツアー組織として「男子プロテニス協会」（Association of Tennis Professionals, 略称ATP）が発足した。初代最高責任者（英語：executive director）としてジャック・クレーマーが指名され、クリフ・ドリスデール（南アフリカ）が初代選手会長に就任した。当時のテニストーナメントでプレーしていた男子プロ選手の大半が、この新しいプロツアー組織に加盟したが、一部には「ATPツアー非加盟選手」（Non-ATP players）も存在した。発足から1年後の1973年、ATPツアーの選手79名がウィンブルドンをボイコットする事件が起きた。事の発端は、ユーゴスラビアテニス連盟とニキ・ピリッチの対立である。ピリッチがプロ選手として「ワールド・チャンピオンシップ・テニス」のダブルス出場を優先し、ユーゴスラビア代表選手としてのデビスカップ出場を拒否し続けたことから、ユーゴテニス連盟がピリッチに9か月の出場停止処分を科した。これに対して「国際ローンテニス連盟」（International Lawn Tennis Federation, 略称ILTF：現在の国際テニス連盟）は、ピリッチの出場停止処分を9か月から1か月へ短縮することを検討した。母国連盟による処分の有効性について、ILTF会長のアラン・ヘイマン（Alan Heyman）と、当時のウィンブルドン会長ハーマン・デビッドの意見が合わず、両者の交渉は決裂した。ATPツアーの選手たちは「ピリッチが出場できないトーナメントはすべてボイコットする」決定を下し、テニス界最大の祭典ウィンブルドンがATPによるボイコットの対象となった。総計「79名」のATPツアー加盟選手たちがウィンブルドンをボイコットしたため、最高責任者のクレーマーに対して、イギリスの各種メディアは非難の嵐を浴びせ、新聞の見出しは日を追って過激さを増した。クレーマーはBBCテレビのウィンブルドン解説者から外され、長い間イギリスで“公衆の敵ナンバー1”扱いを受けたという。テニスの歴史に残る痛ましいボイコット事件の後、ツアー公式戦の統括組織として「男子国際プロテニス評議会」（Men's International Professional Tennis Council）が発足し、クレーマーはここでも大きな役割を担った。
1979年、ジャック・クレーマーは『ゲーム－テニスにおけるわが40年』（The Game: My 40 Years in Tennis）という題名の自伝を出版した。本書の第1章によると、執筆時の彼の健康状態はかなり衰えて「右臀部関節の衰えにより、もう社交テニスができなくなった」とユーモラスな語調で記述されている。彼は生涯を通じてユーモアのセンスを失わず、後年にもインタビューに訪れるジャーナリストに「やあ、公衆の敵ナンバー1のもとへようこそ」などとジョークを飛ばしていたという。
自伝の中で「私の祖先は代々長寿に恵まれてきた」と記した元気者だったが、それから30年後の2009年9月12日、クレーマーは癌のためロサンゼルスの自宅で88年の生涯を終えた。夫人には1年前の2008年に先立たれている。彼は死の直前まで、進行中だった2009年全米オープンの経過観戦を楽しんでいたという。

## 4大大会優勝
- ウィンブルドン選手権　男子シングルス：1勝（1947年）／男子ダブルス：2勝（1946年・1947年）／混合ダブルス：2勝（1946年・1947年）
- 全米選手権　男子シングルス：2勝（1946年・1947年）／男子ダブルス：4勝（1940年・1941年・1943年・1947年）／混合ダブルス：1勝（1941年）

| 年     | 大会                 | 対戦相手           | 試合結果                |
| ------ | -------------------- | ------------------ | ----------------------- |
| 1946年 | 全米選手権           | トム・ブラウン     | 9-7, 6-3, 6-0           |
| 1947年 | ウィンブルドン選手権 | トム・ブラウン     | 6-1, 6-3, 6-2           |
| 1947年 | 全米選手権           | フランク・パーカー | 4-6, 2-6, 6-1, 6-0, 6-3 |